# EXEC II
EXEC II fue un sistema operativo de tipo Procesamiento por lotes (batch), desarrollado para la computadora UNIVAC 1107 por CSC (Computer Sciences Corporation). En este sentido, EXEC II permite procesar una gran cantidad de trabajo con poca o ninguna interacción entre los usuarios y los programas en ejecución.

## Funcionamiento
Reúne todos los trabajos comunes para ejecutarlos al mismo tiempo, evitando las colas de espera de dos o más trabajos, como sucede en el procesamiento en serie.
- Datos: Q7865336